# Адікаві Пампа
Адікаві Пампа (* ಪಂಪ, народився на межі 9-10 століть 902 — рік смерті невідомий) — індійський середньовічний поет часів держави Західні Чалук'ї, винахідник стилю «чампу», що став зразком для майбутніх літературних творів мовою каннада. Його авторитет як автора віршів каннадою є дотепер великим.

## Життєпис
Походив з родини брамінів, що слідували джайнізму. Народився у містечку Аннігері. Дитиною разом з родиною перебрався на південь до міста Банавасі (сучасний штат Карнатака). Здобув гарну освіту: вивчив філософію джайнізму, ведичну літературу, музику, питання економіки, танці. З часом багато подорожував, а потім отримав запрошення від магарджі Арікесарі II з династії Західних Чалук'їв. За його видатні здібності магарджа надав Адікаві титул «Перший поет».

## Творчість
З усього доробку відомо про 2 твори: пурана «Адіпурана» («Початкова пурана»), яка присвячена подвижникам джайнізму, та поеми «Вікрамарджунавіджайя» («Перемога мужнього Арджуни») — вільний переказ «Махабхарати».
Пампа майстерно вплітає в сюжет своєї поеми події сучасної йому історії, а в образі Арджуни побічно зображує Арікесарі II.